# Dschihad in der City
Dschihad in der City ist ein zweiteiliges TV-Drama von Peter Kosminsky aus dem Jahr 2007.
Der Film versucht zu verdeutlichen, was einen britischen Muslimen in der zweiten Generation dazu bringt, sich gegen das Land seiner Geburt zu wenden. Er kritisiert scharf die englischen Antiterrorgesetze und den Umgang mit muslimischen Gemeinden. Der Film entstand in Anlehnung an die Terroranschläge am 7. Juli 2005 in London.

## Handlung
Der Film handelt von zwei Geschwistern, Sohail und Nasima Wahid, die in Bradford, West Yorkshire aufgewachsen sind, einer Stadt mit einem hohen Bevölkerungsanteil von Pakistanern. Beide sind Studenten; während Sohail Jura in London studiert, studiert Nasima Medizin in Leeds. Aufgrund der englischen Anti-Terror Gesetze, die in Reaktion auf die Terroranschläge am 11. September 2001 beschlossen wurden, entwickeln Sohail und Nasima sich in grundverschiedene Richtungen. Ohne es Familie oder Freunden zu erzählen, beginnt Sohail im ersten Teil, beim MI5 zu arbeiten, während er sein Studium abschließt, weil er hofft, dass er so helfen kann weitere Terroranschläge zu verhindern. Beim MI5 erfährt er, dass viele seiner Bekannten und Kindheitsfreunde politisch militant sind. Nasima versucht im zweiten Teil ihrer Kindheitsfreundin mit Demonstrationen zu helfen, als diese unbegründet eingesperrt wird und die volle Härte der Antiterrorgesetze zu spüren bekommt. Ihre Freundin erhängt sich schließlich und Nasima beginnt, am Nutzen ihres Engagements zu zweifeln.
Als sie ihren Eltern von ihrem afrikanischen Freund erzählt, entscheidet sich ihr Vater, sie in Pakistan zu verheiraten. Vor ihrer Abreise nach Pakistan hat sie Kontakt mit dem Bruder ihrer verstorbenen Freundin aufgenommen, der ihr die Kontaktdaten einer Dschihad-Organisation gibt. In Pakistan angekommen wird ihr Begleiter verhaftet, sie überlistet ihre Mutter und nimmt Kontakt zur Gruppierung auf. Überraschend taucht ihr Freund auf und bittet sie, zurück nach England zu kommen. Er wird jedoch von ihrer Familie entdeckt und von einer Gruppe junger Männer auf dem Hof des Hauses zusammengeschlagen. Sie flüchtet vor der Verwandtschaft in ein Terrorcamp und absolviert dort eine Ausbildung zur Selbstmordattentäterin. Die Dschihadisten lassen die Behörden und ihre Familie glauben, Nasima sei ermordet und verbrannt worden. Bis zum Schluss ihres Aufenthalts im Camp hält sie es sich offen, ob sie nach der Ausbildung wirklich einen Auftrag annehmen wird. Sie entscheidet sich beim Anblick der Fotos ihrer eigenen Beerdigung dafür, einen Anschlag in London auszuführen.
Zurück in England, baut sie bei einem Kontaktmann den Sprenggürtel. Was sie nicht weiß ist, dass der MI5 einer Gruppe von mutmaßlichen Terroristen auf der Spur ist. Einzig ihr Bruder Sohail glaubt, auf Mitschnitten aus dem Haus des Kontaktmannes etwas anderes vernommen zu haben. Er vermutet einen zweiten Anschlagort. Ihr Bruder entdeckt sie am Ort, an dem der Anschlag geplant ist, und bittet sie, es nicht zu tun. Sie befinden sich mitten im Bankenviertel von London, wo gerade ein Freiluftkonzert stattfindet, welches von Bankern und deren Familien besucht wird. Als Sohail sie in die Arme schließt, sieht Nasima einen Wachmann auf sie zulaufen und drückt den Auslöser ihrer Bombe. Das Bild des Filmes verschwimmt wie bei einer Bildstörung.
Daraufhin sieht man das Bekennervideo, das Nasima vor dem Anschlag im Terrorcamp aufgenommen hat. Sie erklärt darin, dass die Zivilbevölkerung in den westlichen Ländern sich nicht von den Kriegen in Irak, Afghanistan und Palästina distanzieren könne, weil sie schließlich die verantwortlichen Regierungen wählen und an der Macht halten würde.

## Kritiken
Die Frankfurter Allgemeine Zeitung schreibt: „Sein Drama ist packend erzählt, präzise recherchiert, hochaktuell. […] Dschihad in der City ist alles andere als didaktisches Schulfernsehen, es birgt aber einen subtilen, durchaus angebrachten Appell. Man kann daraus lernen.“
Das Lexikon des Internationalen Films urteilt: „Das spannende Programm beeindruckt durch seinen Perspektivwechsel, durch den es nicht nur zwei Seiten einer Medaille zeigt. Anschaulich spiegelt es die Atmosphäre allgemeinen Misstrauens in einer traditionell multikulturellen Gesellschaft und beschreibt ideologische Verwerfungen.“